# Alianza Bravo Pueblo
Alianza Bravo Pueblo (ABP) es un partido político venezolano, de ideología socialdemócrata, que surgió como una escisión del ala de Acción Democrática en el año 2000 que apoyaba Antonio Ledezma líder y miembro fundador de este partido. ABP forma parte de la alianza opositora denominada Soy Venezuela.

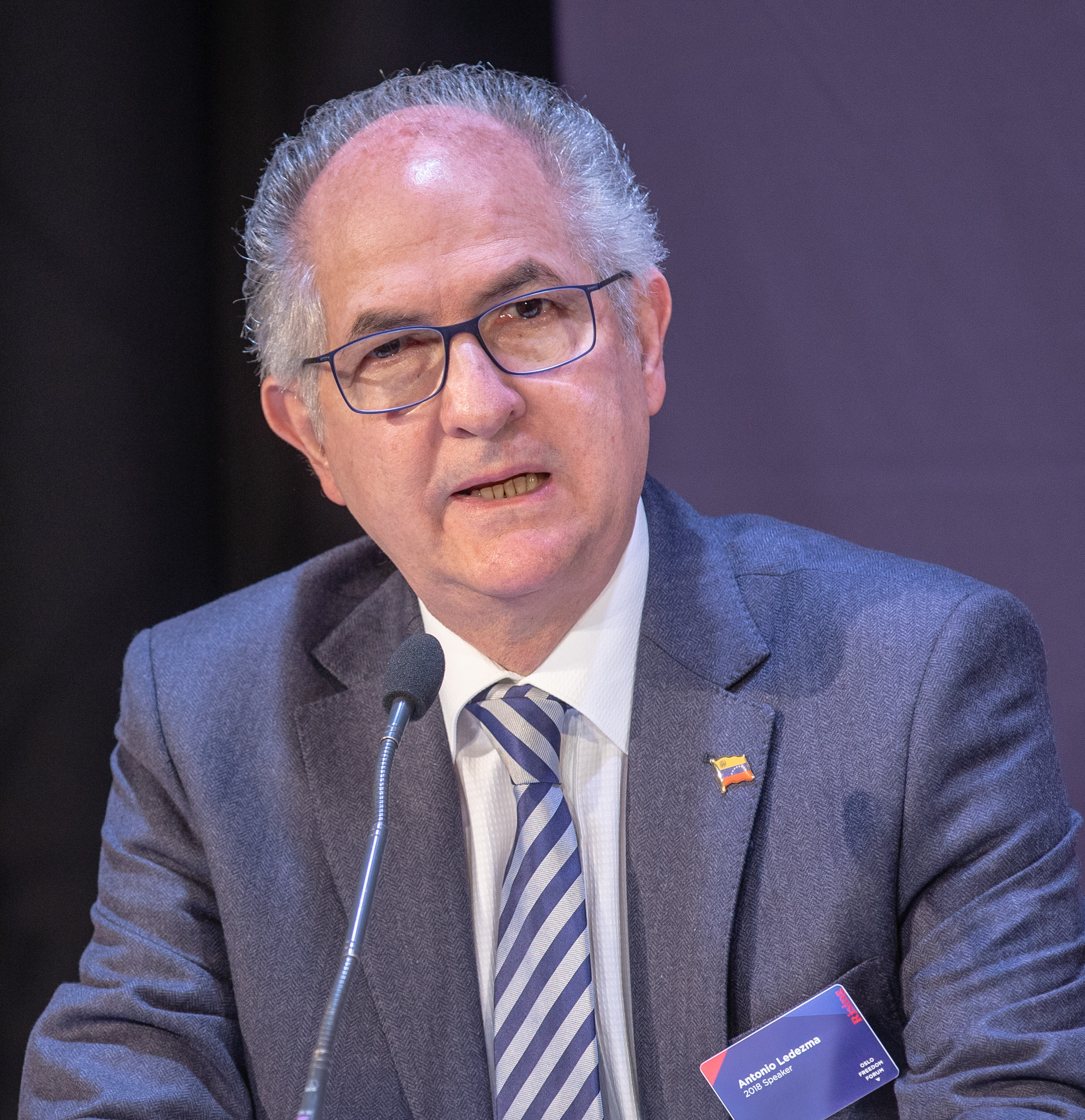
Antonio Ledezma, Presidente fundador y líder del partido

En 2001 el propio Alianza Bravo Pueblo sufrió una escisión denominado Grupo Socialdemócrata (GSD)  (que finalmente se fusionó con Polo Democrático), de hecho la asamblea Nacional ABP se quedó con un solo diputado debido a que además de la escisión GSD, otros como Liliana Hernández se pasaron a otras agrupaciones. En las elecciones presidenciales de 2006, aunque no presentó su tarjeta, en la papeleta electoral, si apoyó en cambio aunque informalmente a Manuel Rosales. En el caso de las elecciones regionales de 2008, el líder del partido Ledezma ganó la alcaldía metropolitana de Caracas, sin embargo fue fundamental el apoyo de otros partidos opuestos al gobierno de Hugo Chávez. Fue integrante de la coalición Mesa de la Unidad Democrática (MUD). Su diputado principal Richard Blanco se encuentra en el exilio. En la actualidad no está habilitado para participar en elecciones. Apoya la candidatura presidencial de María Corina Machado en las elecciones primarias de 2023.

## Participación Electoral
En el año 2000 se presentaron en las elecciones parlamentarias obteniendo 7 escaños en la Asamblea Nacional. En el año 2004 respaldarón las candidaturas de diferentes candidatos a las gobernaciones regionales como William Dávila en Mérida, Antonio Barreto Sira en Anzoátegui, Manuel Rosales en el Zulia y Morel Rodríguez Ávila en Nueva Esparta.
En el año 2005 el partido apoyo el retiro de las candidaturas a las elecciones parlamentarias de ese año. En el año 2006 no presentaron su tarjeta en las Elecciones presidenciales de Venezuela de 2006, sin embargo sus líderes respaldaron la candidatura del representante opositor Manuel Rosales.
En el año 2007 prestarón respaldo a la iniciativa del "NO" en el Referéndum constitucional de Venezuela de 2007 convocado por el entonces presidente Hugo Chávez, evento en el cual ganaría la opción contraria al mandataria nacional. En el año 2008 el partido Vinotinto presentaría la candidatura de su líder Antonio Ledezma a la Alcaldía Mayor de Caracas tras la inhabilitación política del dirigente Leopoldo López logrando de esta manera el respaldo de todos los factores de la oposición Venezolana, con el cual consolidaría la victoria del Guariqueño Antonio Ledezma en la primera magistratura de la capital de Venezuela.
En las elecciones parlamentarias, realizadas en septiembre de 2010, Alianza Bravo Pueblo obtuvo 91.408 votos, lo que representa el 0.81% de los votos válidos y lo convierte en el decimotercer partido venezolano más votado, y a la vez lo convierte en el noveno partido de la coalición opositora MUD, al acaparar el 1.71% de los votos de la misma. En esta elección el 58.28% de sus votos provinieron de la Región Capital venezolana.
En el año 2011 Antonio Ledezma presentó su intención de inscribirse en las Elecciones primarias de la Mesa de la Unidad las cuales se realizarían el 12 de febrero del siguiente año, sin embargo luego de no conseguir el apoyo del partido Acción Democrática, Ledezma decide retirarse y apoyar al vencedor de las primarias. El 8 de diciembre del 2013 fue reelecto Alcalde Metropolitano de Caracas para la Mesa de la Unidad Democrática (MUD) frente a su contrincante oficialista Ernesto Villegas. Luego de las Elecciones parlamentarias de Venezuela de 2015 el partido Alianza Bravo Pueblo consigue nuevamente tener representación en el máximo ente legislativo de Venezuela.

## Presidentes de ABP
- Antonio Ledezma 2001-2015 (encarcelado y exiliado)

- Richard Blanco (E) 2015- 2019

- Edwin Luzardo (E) 2019

## Manifestaciones en Venezuela

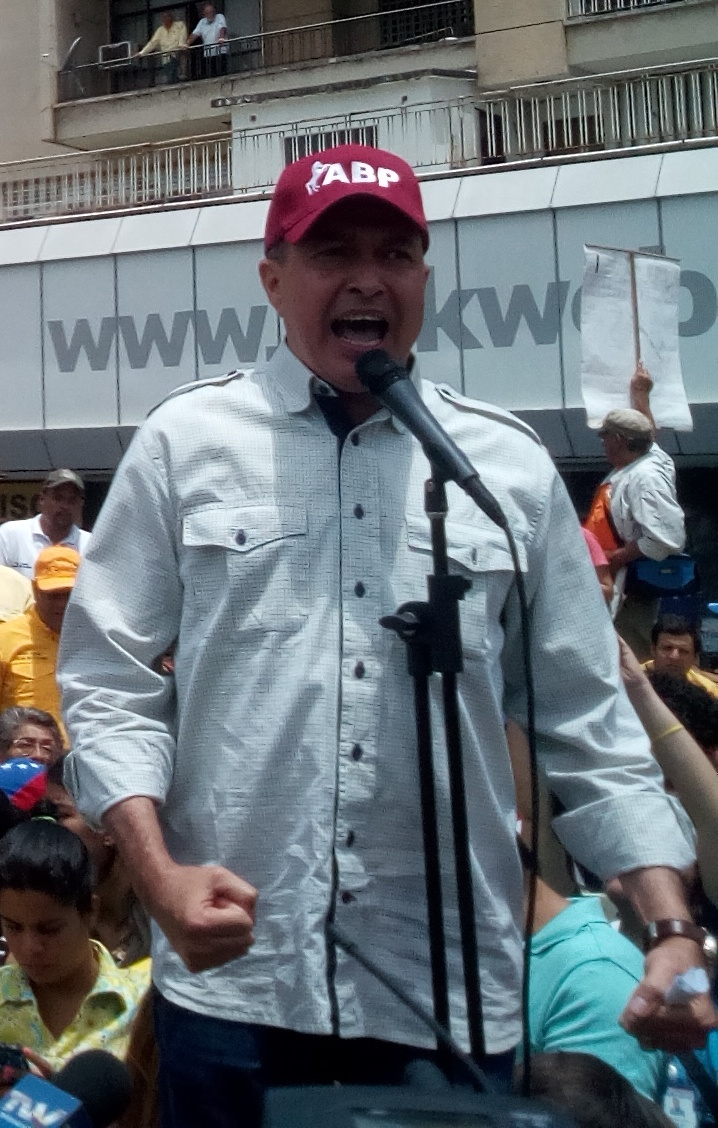
Richard Blanco presidente encargado luego del exilio de Antonio Ledezma, actualmente se encuentra asilado en Argentina

### Operación Soberanía

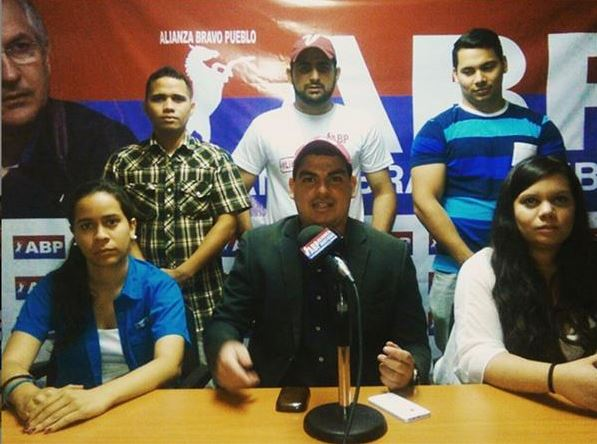
Oscar Tellechea y otros miembros de Alianza Bravo Pueblo.

Luego de la evidente ausencia de Hugo Chávez en su acto de juramentación como Presidente electo de Venezuela el 5 de enero del 2013, un grupo de dirigentes estudiantiles de la Universidades Nacionales junto a políticos jóvenes emprendieron una serie de protestas pacíficas en todo el territorio nacional llamada "Operación Soberanía", en la cual participaron organizaciones estudiantiles como el Movimiento 13 de marzo, la agrupación JAVU, los movimientos 100% Estudiantes, DCU e Impulso 10, así como las coordinaciones juveniles de los partidos Voluntad Popular, Vente Venezuela, Proyecto Venezuela, La Causa Radical y el propio Alianza Bravo Pueblo encabezado por su líder juvenil Josmir Gutiérrez, así como el apoyo directo de los diputados Richard Blanco y Rosaura Sanz la cual inició con una huelga de hambre frente a la sede de la Embajada de Cuba en Caracas, el 14 de febrero del año 2013, dicha protesta tenía como objetivo un pronunciamiento sincero por parte del gobierno nacional en cuanto a la salud del mencionado mandatario y la veracidad sobre su posibilidad de continuar en al frente del poder ejecutivo, acciones que logró un pronunciamiento del gabinete presidencial encabezado por el entonces vicepresidente ejecutivo Nicolás Maduro y la llegada del presidente Chávez a territorio Venezolano, luego el 26 de febrero inició una segunda etapa del mencionado plan con un encadenamiento fallido en la sede de la Dirección Ejecutiva de la Magistratura en Chacao, el cual terminó con una toma de la Avenida Arturo Uslar Pietri en el mencionado municipio.

### La Salida

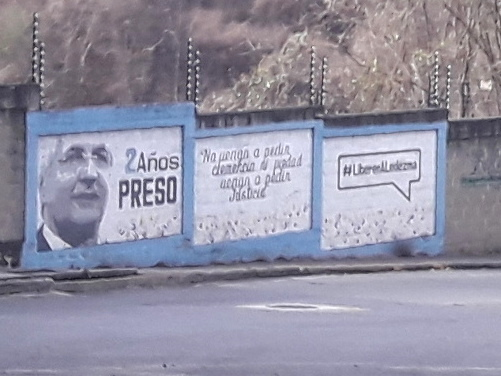
Grafiti en solicitud de la liberación de Antonio Ledezma.

El 12 de febrero de 2014, la ciudad de Caracas se sumó a las protestas convocadas por los líderes de la oposición venezolana Antonio Ledezma, María Corina Machado y Leopoldo López y organizadas en conjunto con movimientos estudiantiles.
Se realizan en varias ciudades del país, y entre las motivaciones alegadas por los manifestantes opositores figuran el descontento ante la vulneración de los derechos civiles («suspensión de garantías»), la escasez crónica de productos básicos, altos niveles de violencia delictiva y presunta injerencia de Cuba en la política de Venezuela.

## Adhesión a Soy Venezuela
El 2017 la tolda anunció su unión a la coalición Soy Venezuela dirigida por María Corina Machado.

## Autoridades

### Diputados
- Edwin Luzardo, Diputado suplente en calidad de encargado.